# Центральна районна бібліотека імені Павла Тичини
Центральна районна бібліотека імені Павла Тичини — бібліотека Дніпровського району міста Києва.

## Опис

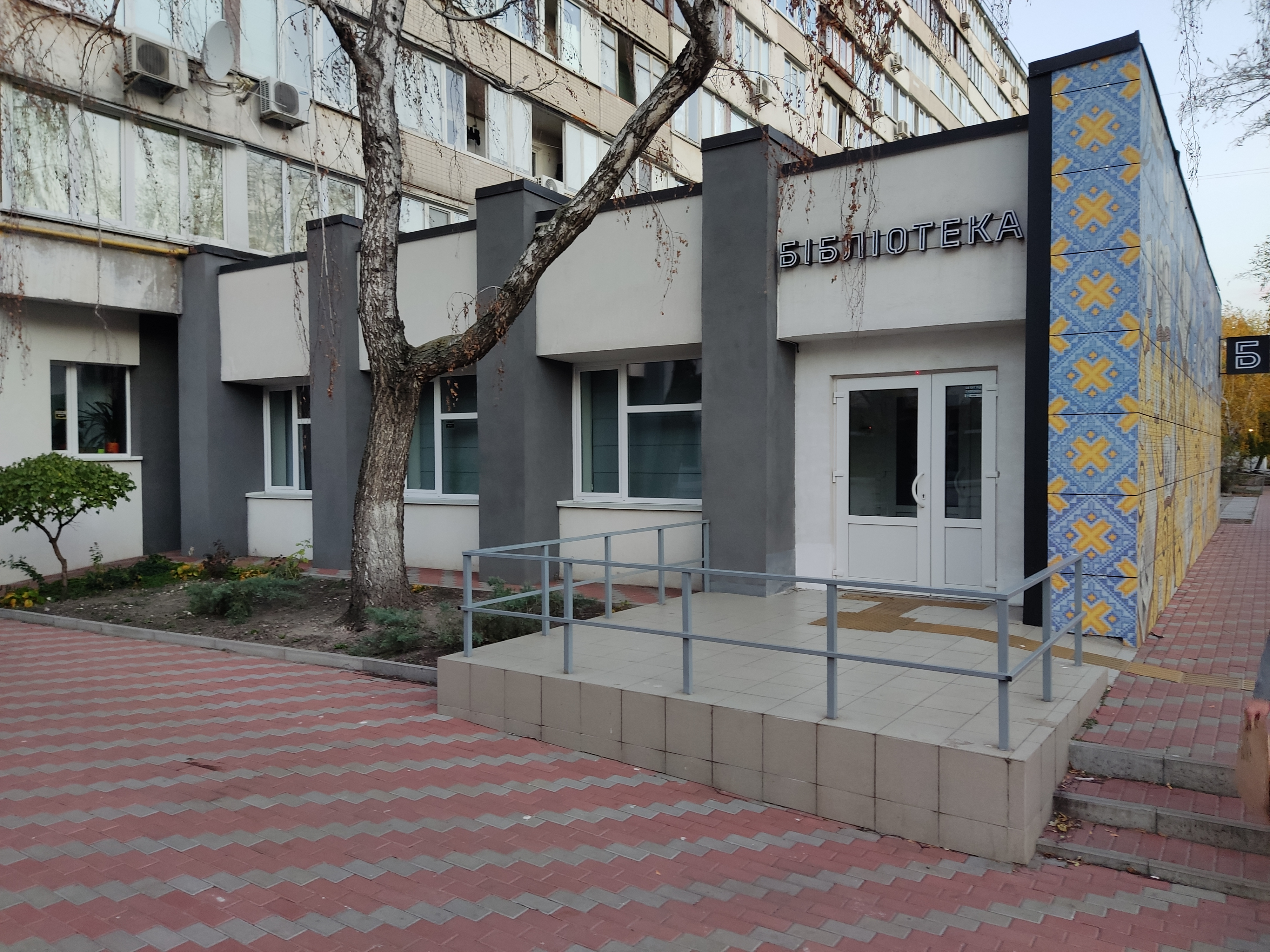

Площа приміщення бібліотеки — 575,5 кв.м., бібліотечний фонд універсальний, станом на лютий 2025 року, налічує близько 35000 примірників, книг та періодичних видань. Щорічно[коли?] обслуговує близько 4600 користувачів, кількість відвідувань за рік[який?] — 29,0 тис., книговидач — 78 тис. примірників.

## Історія
Бібліотека заснована в грудні 1967 року. З 1970 року носить ім'я Павла Тичини. З 1975 року бібліотека працює в умовах централізації та стає головною бібліотекою Централізованої бібліотечної системи Дніпровського району. Для публічних бібліотек району вона є центральним книгосховищем та методичним центром.

## Структура
На абонементі та читальному залі бібліотеки (вул. Митрополита Андрея Шептицького, 24) до послуг користувачів представлена художня література. Користувачам пропонується література з різних галузей знань, багате зібрання поточних та ретроспективних періодичних видань різної тематики. Для людей похилого віку працює клуб «Золотий вік», курси комп'ютерної грамотності. У бібліотеці є дитячий куточок, в якому можна знайти найвідоміші казки, книжки-картинки та великий вибір дитячої періодики.
Відділ довідково-інформаційної та організаційно-методичної роботи надає консультативну допомогу у пошуку інформації, займається видавничою діяльністю шляхом створення бібліографічної продукції. Проводяться різножанрові заходи.
Інтернет-центр надає користувачам бібліотеки безкоштовний доступ до Інтернету.
Е-каталог має 53589 записів.
Відділ організації та використання фонду має у своєму фонді рідкісні книги, які можна замовити по внутрішньосистемному обміну. Цінну літературу можна замовити по міжбібліотечному абонементу в різних бібліотеках міста Києва.